# Oldřich Pytela
Oldřich Pytela (* 25. prosince 1950 Ústí nad Orlicí) je český chemik, v letech 1997 až 2000 rektor Univerzity Pardubice a v letech 1995 až 1997 proděkan Fakulty Chemicko-technologické Univerzity Pardubice.
V mládí absolvoval VŠCHT v Pardubicích, kde získal v roce 1974 inženýrský titul. Poté působil na Katedře organické chemie jako učitel a výzkumný pracovník. V roce 1990 se habilitoval v oboru organická chemie a v roce 1993 se v tomtéž oboru stal také doktorem chemických věd. Již v roce 1996 se pak stal také profesorem.